# Vassy-sous-Pisy
Vassy-sous-Pisy (fram till 2010 Vassy) är en kommun i departementet Yonne i regionen Bourgogne-Franche-Comté i norra Frankrike. Kommunen ligger i kantonen Guillon som tillhör arrondissementet Avallon. År 2022 hade Vassy-sous-Pisy 62 invånare.

## Befolkningsutveckling
Antalet invånare i kommunen Vassy-sous-Pisy
| Referens: INSEE |